# Stigmella worcesteri
Stigmella worcesteri is een vlinder uit de familie dwergmineermotten (Nepticulidae). De wetenschappelijke naam van deze soort is voor het eerst geldig gepubliceerd in 1983 door Scoble.
De soort komt voor in tropisch Afrika.